# اتحادیه اقتصادی اوراسیا
اتحادیهٔ اقتصادی اوراسیا (نام کوتاه: EAEU) یک اتحادیهٔ اقتصادی میان‌دولتی شامل بلاروس، قزاقستان، روسیه، قرقیزستان و ارمنستان است که دبیرکلی آن را میخائیل میاسنیکوویچ برعهده دارد و ایران عضو ناظر اتحادیه اقتصادی اوراسیا هست
معاهدهٔ تشکیل این اتحادیه در ۲۹ مهٔ ۲۰۱۴ توسط بلاروس، قزاقستان و روسیه امضا شد و از یکم ژانویهٔ ۲۰۱۵ لازم‌الاجرا گردید.

## ایران و اتحادیهٔ اقتصادی اوراسیا
در تاریخ ۲۲ تیرماه ۱۳۹۷ علی‌اکبر ولایتی که به عنوان نمایندهٔ ایران با ولادیمیر پوتین رئیس‌جمهور روسیه دیدار کرده بود از امضای توافق تجارت آزاد میان ایران و کشورهای اوراسیا شامل ارمنستان، بلاروس، روسیه، قزاقستان، و قرقیزستان خبر داد که می‌تواند سبب تسهیل تجارت میان کشورها شود که یک همکاری منطقه‌ای ارزشمندی است.
در تاریخ ۲۹ دی ماه سال ۱۴۰۱ ایران و اتحادیه اوراسیا توافقنامه تجارت آزاد امضا کردند و در تاریخ ۲۵ اردیبهشت ۱۴۰۴ به صورت رسمی توافق تجارت آزاد میان این اتحادیه و ایران وارد فاز اجرایی شد.

## نگارخانه

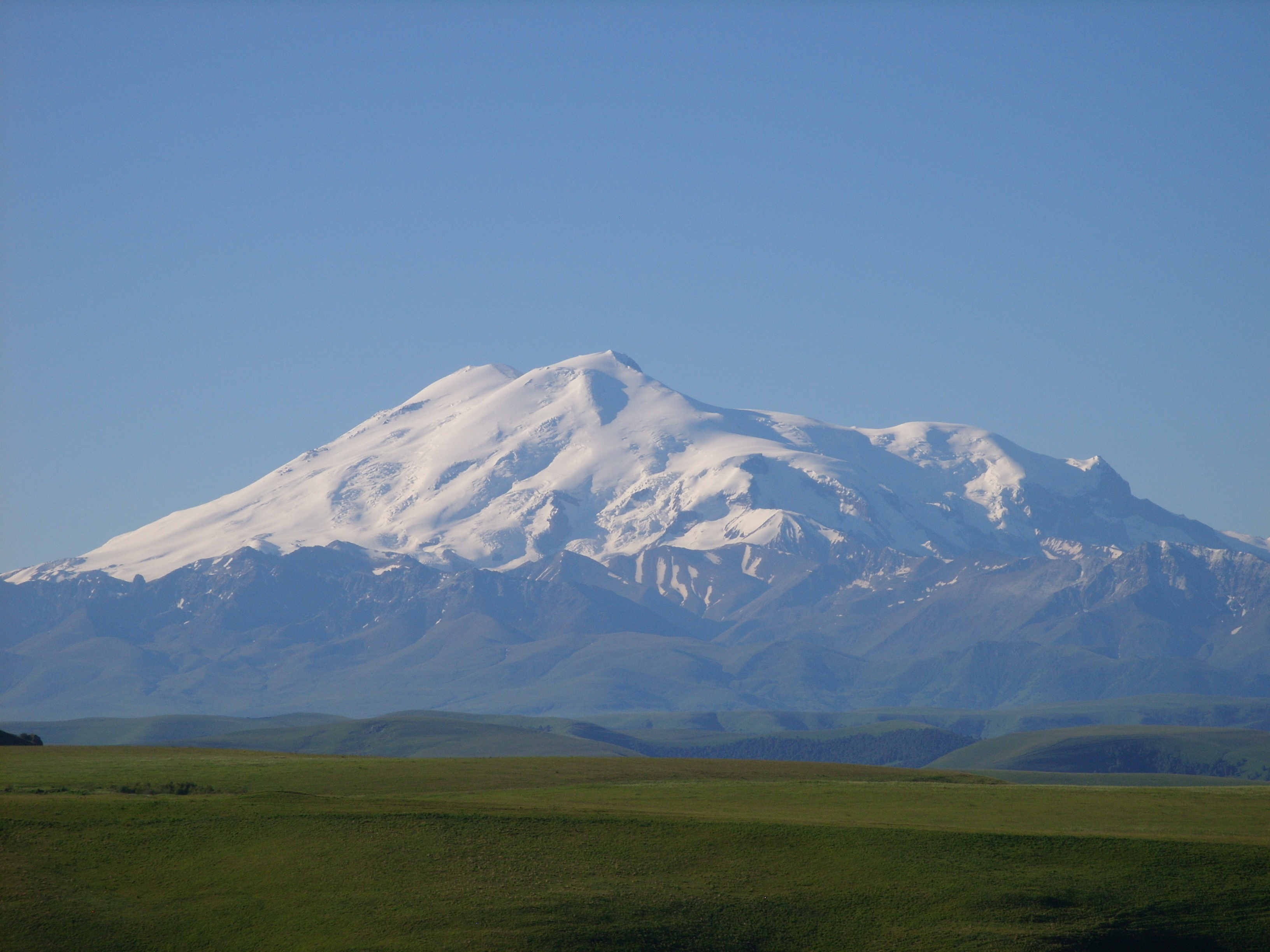
البروس - روسیه
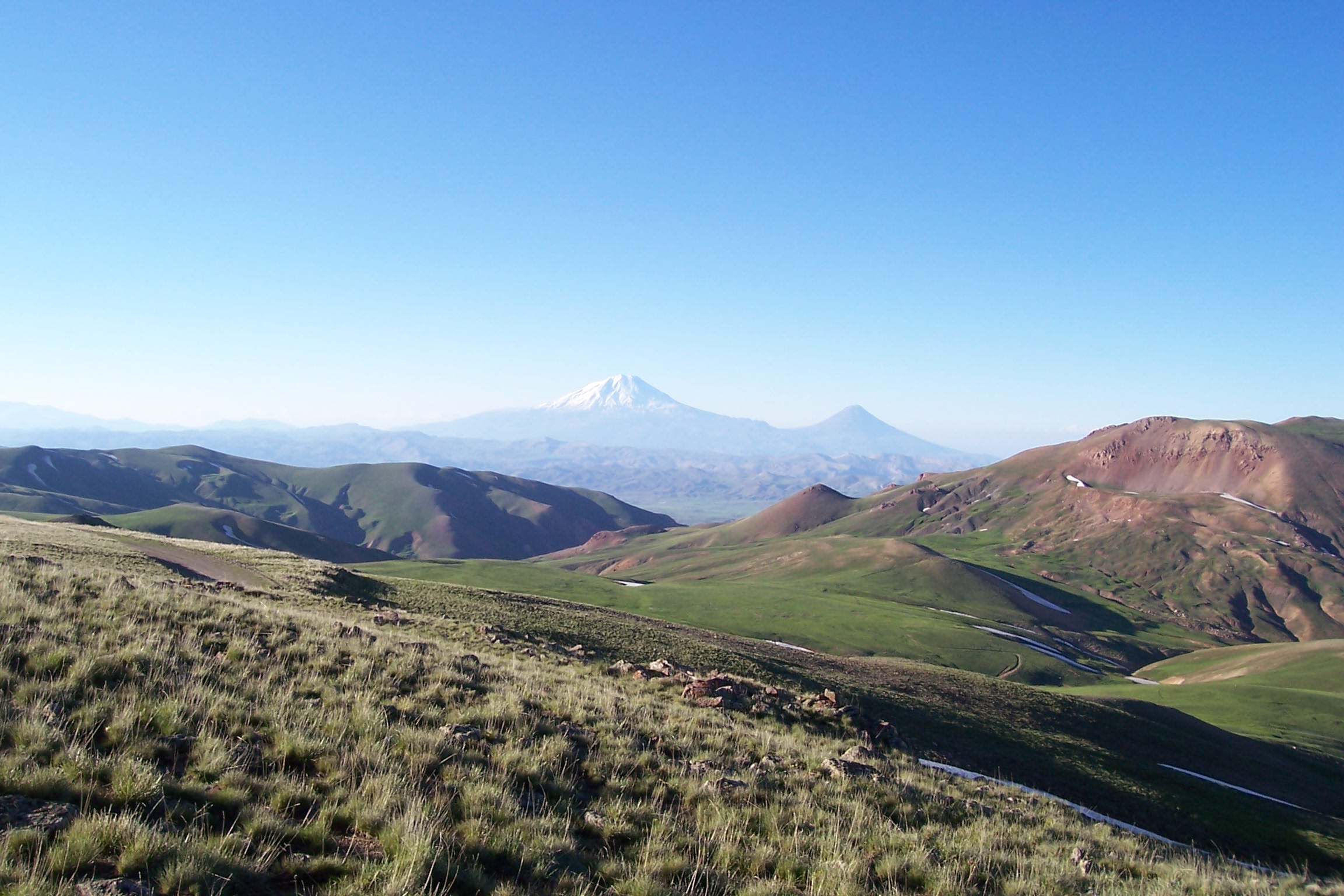
Mountain Range -  سرزمین کوهستانی ارمنستان
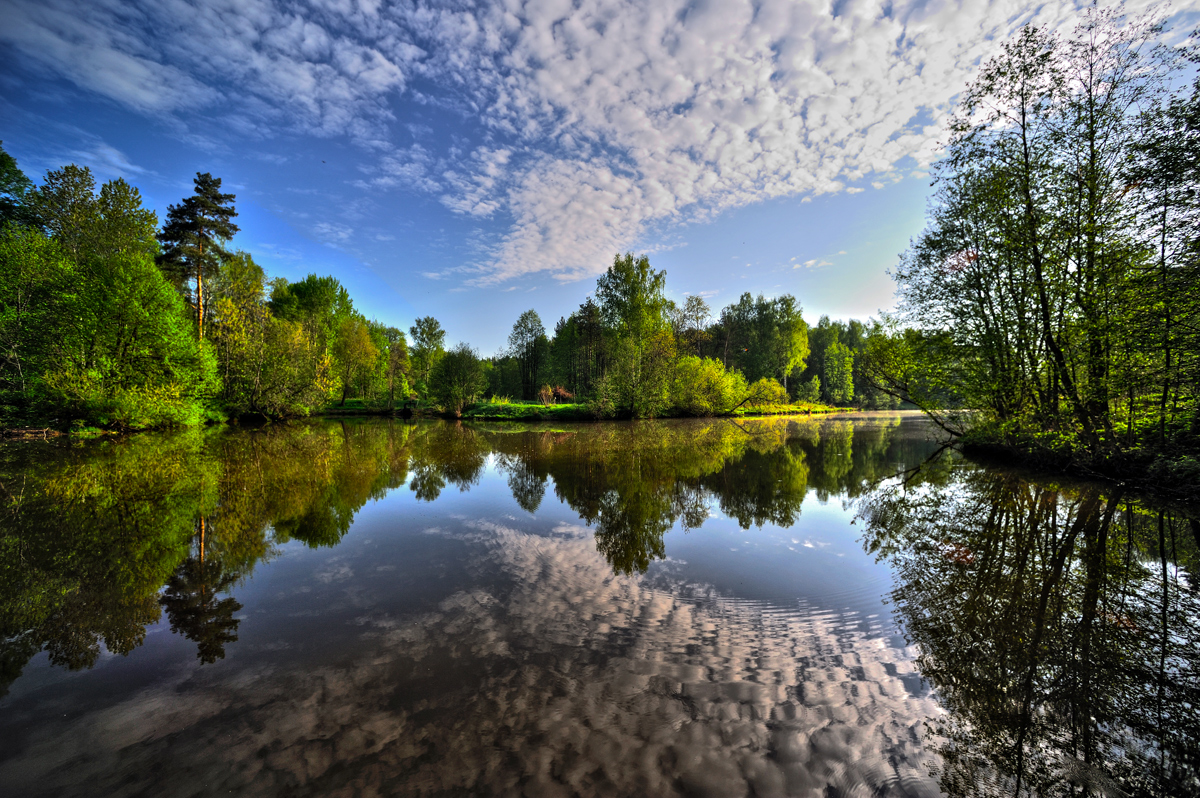
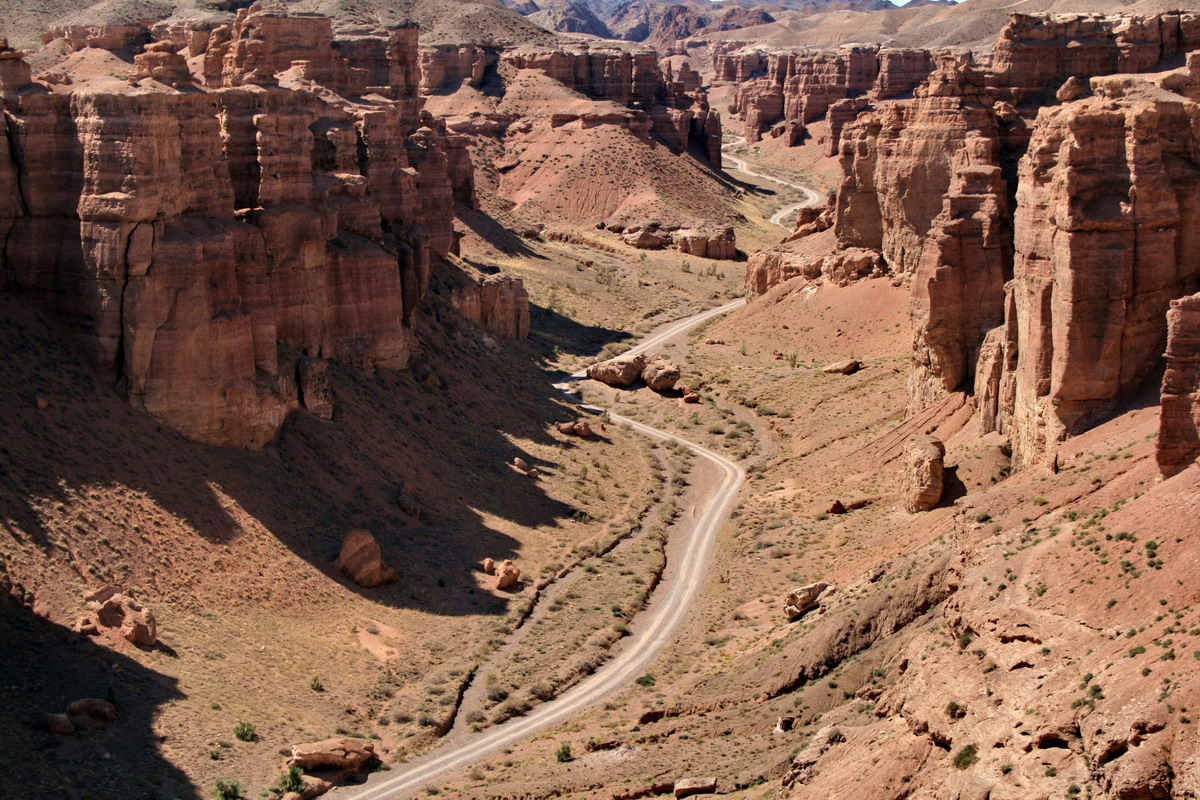
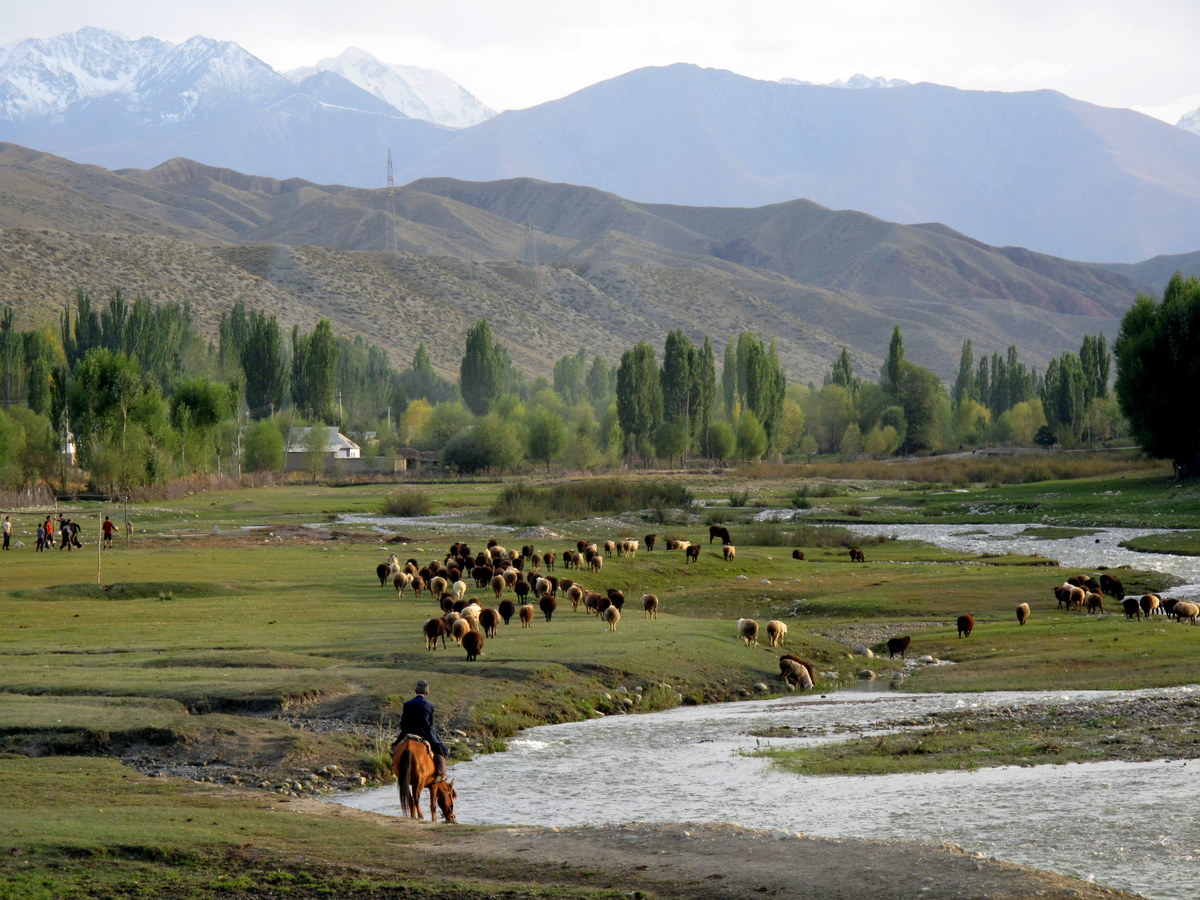
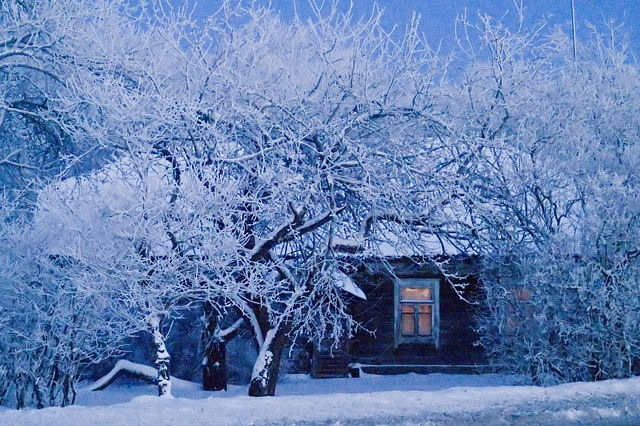
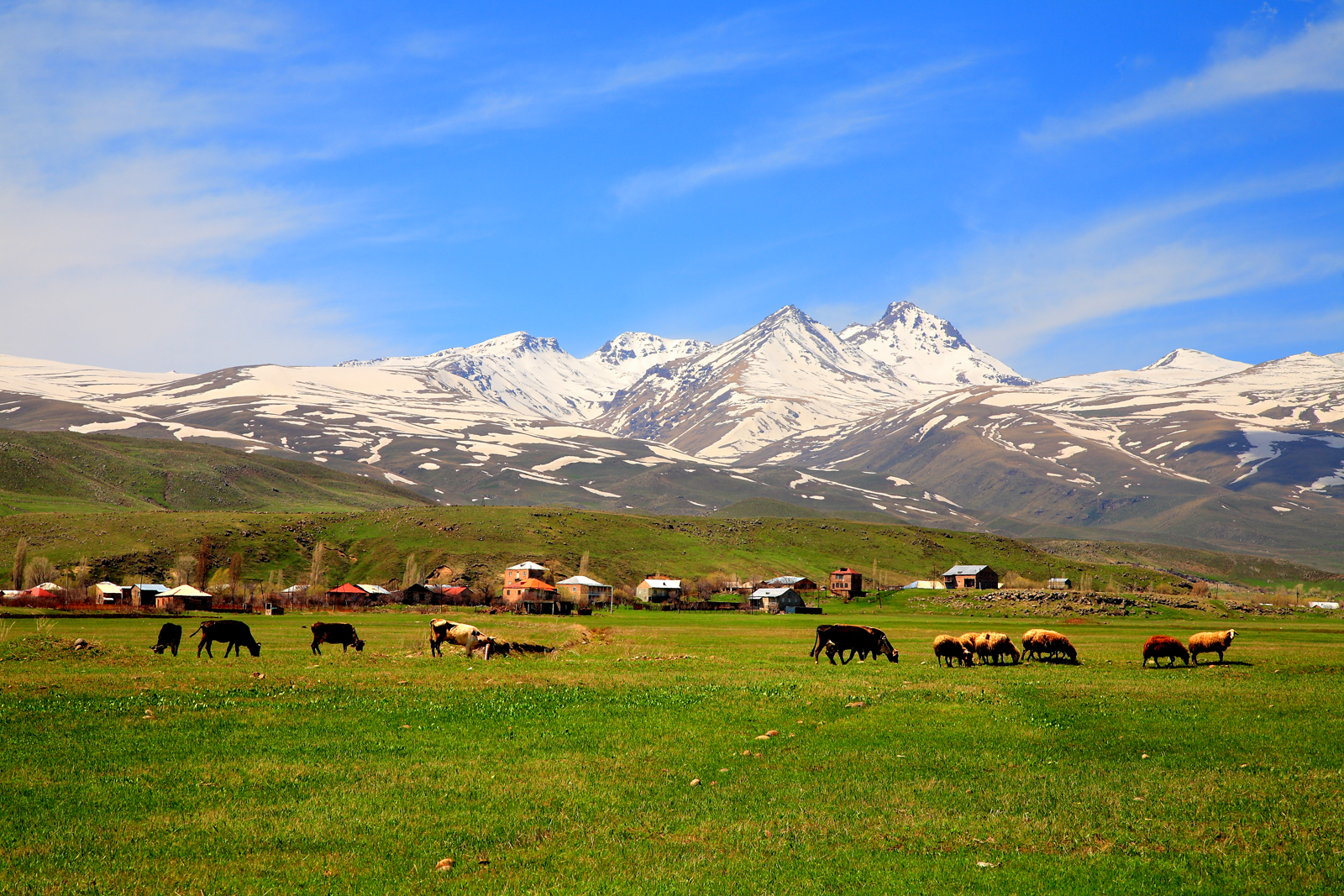
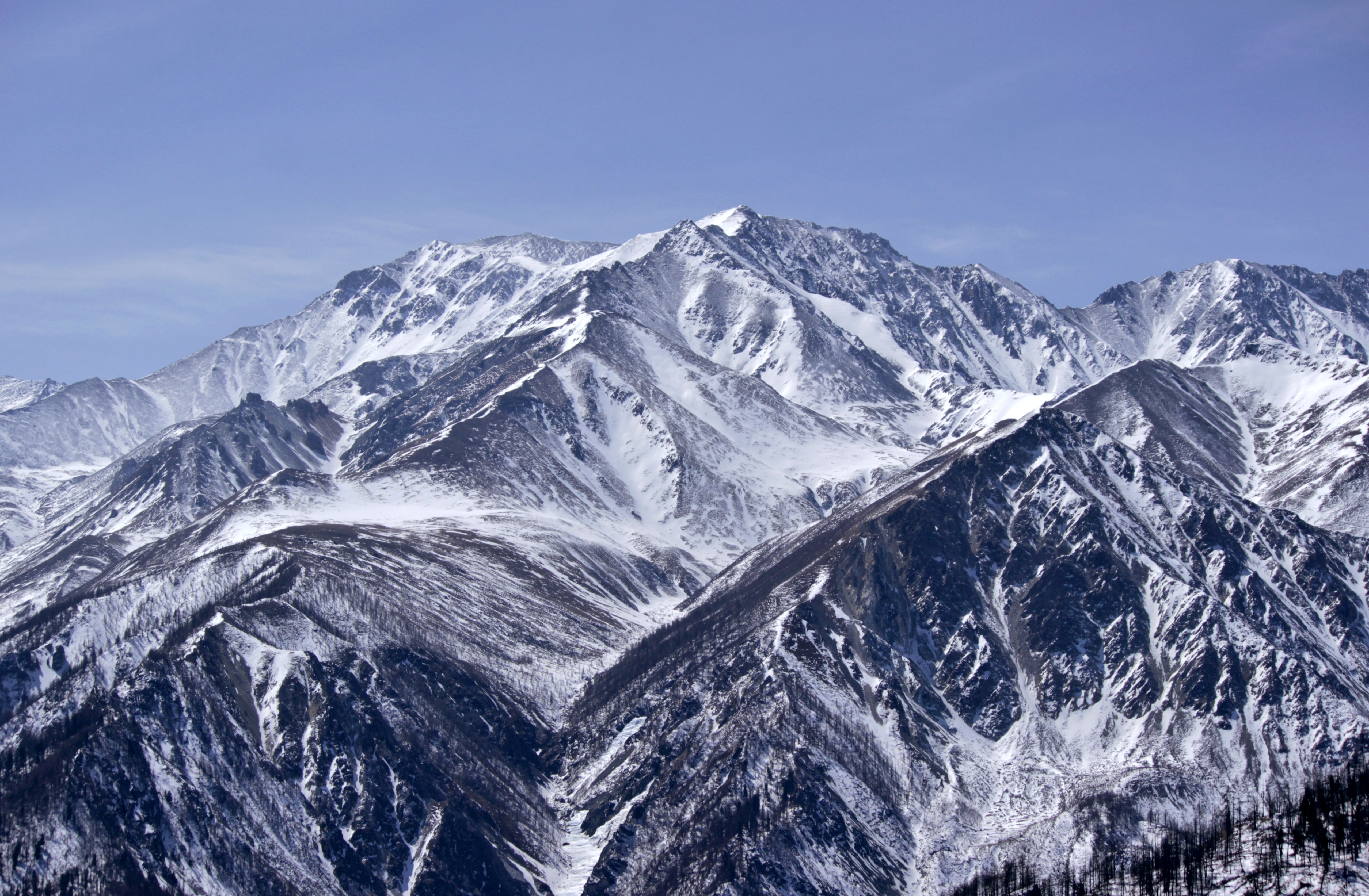
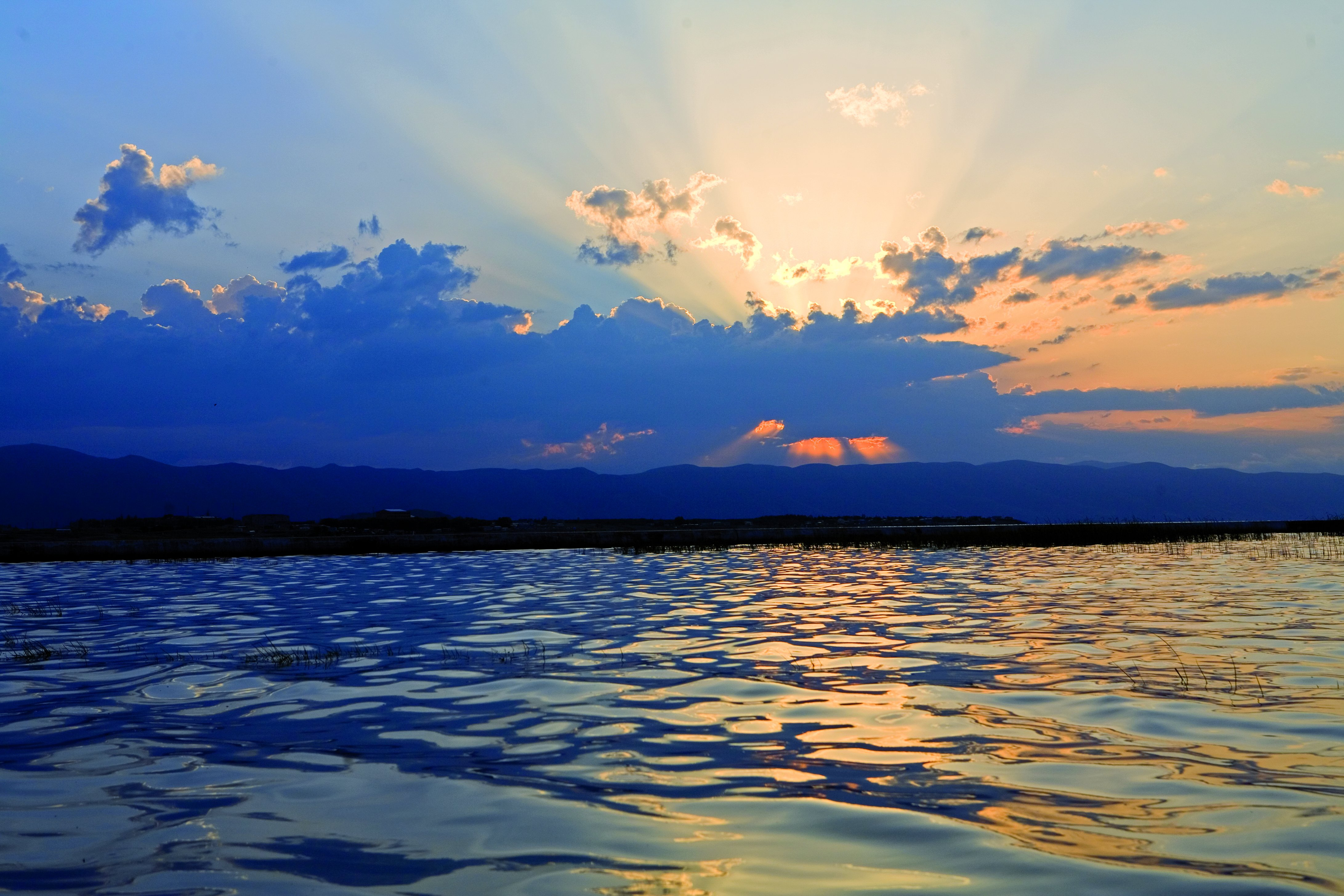
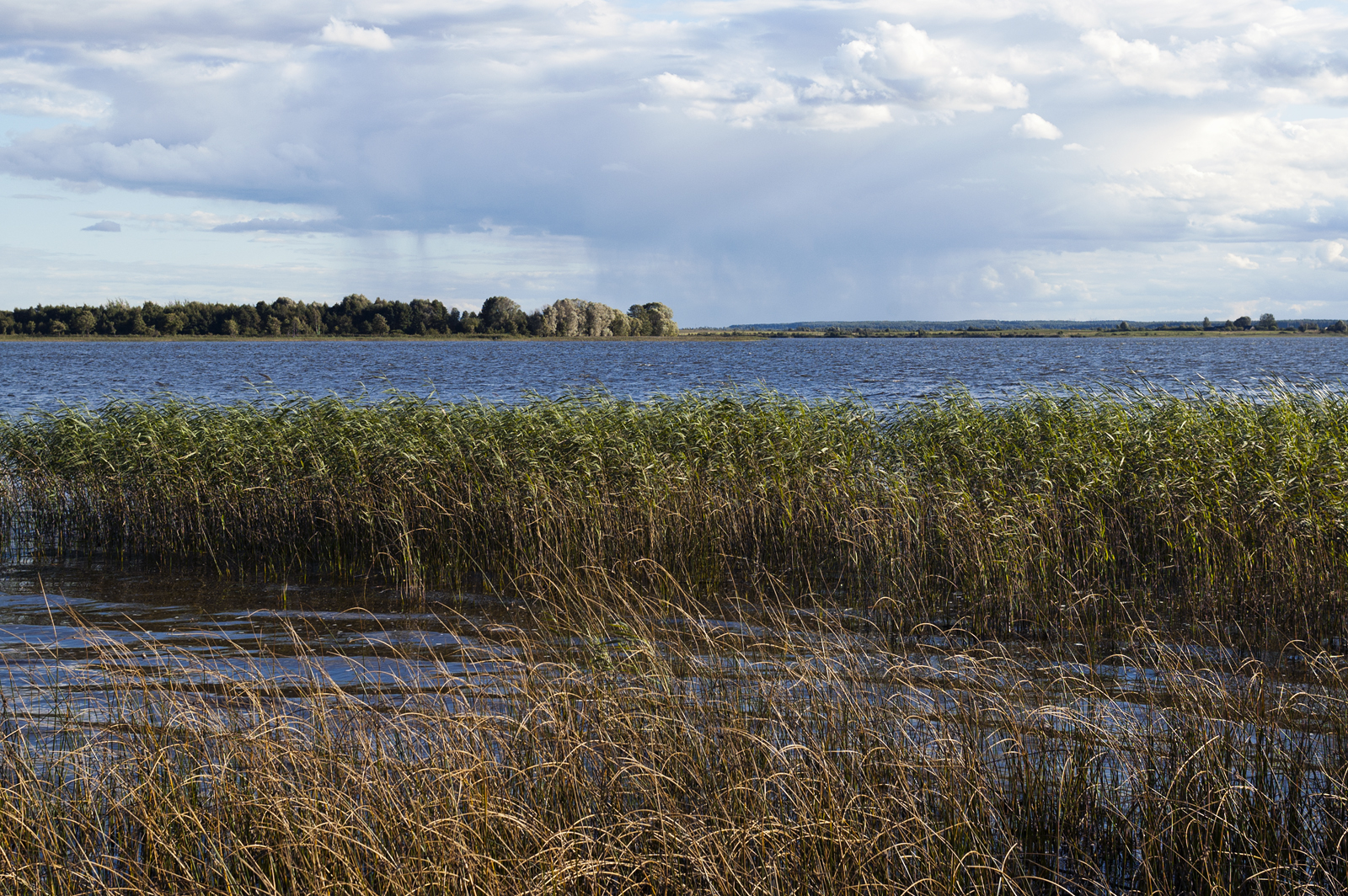
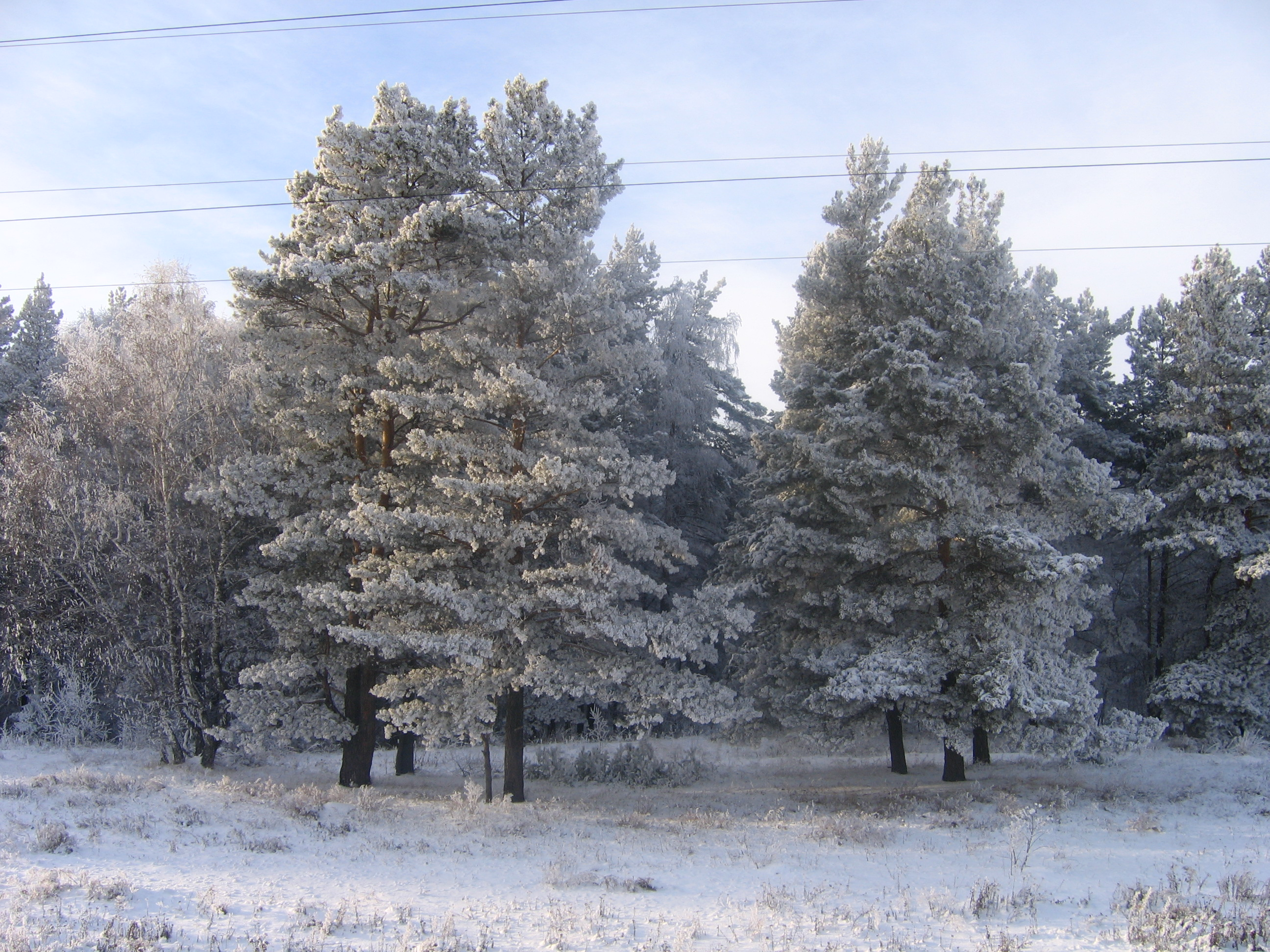
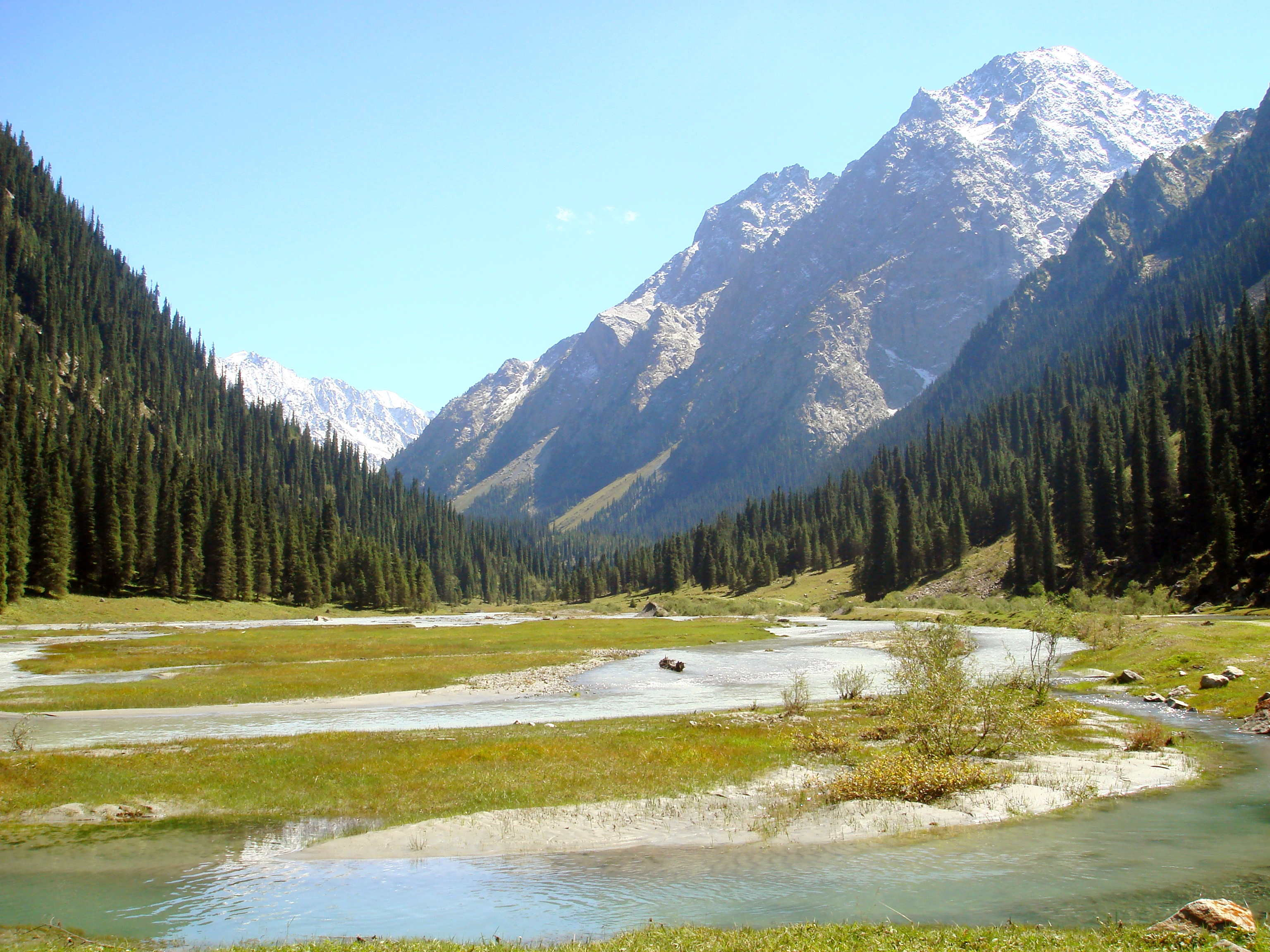